# Glòria Ferrer Rom
Glòria Ferrer Rom (Barcelona, 1956) és una ceramista catalana pionera en el camp del disseny a Catalunya. Ferrer és coneguda per la dilatada trajectòria del seu taller, el Taller Bugambilia, que va fundar junt amb Eulàlia Oliver i que ha estat guardonat amb el Diploma del certamen Expohogar Regalo (2000) i el premi al millor estand de The Craftroom - CCAM (2013), entre d'altres.

## Biografia
Ferrer es formà en arts aplicades a l'Escola Superior d'Art i Disseny de la Llotja a Barcelona (1976). És ceramista especialitzada en l'ús de gres i el refractari com a materials més habituals.
Va ser una de les dissenyadores presents a l'exposició Som aquí. Les dones en el disseny 1900-avui, organitzada el 2023 pel Museu del Disseny de Barcelona, que recuperava les dissenyadores pioneres dels anys 1960, 1970 i 1980 a Catalunya.